# ديشمبية ريشية
ديشمبية ريشية (الاسم العلمي:Deschampsia setacea) هي نوع من النباتات تتبع جنس الديشمبية من الفصيلة النجيلية.